# Mario Tullio Montano
Mario Tullio Montano (Montecatini Terme, 7 febbraio 1944 – Livorno, 27 luglio 2017) è stato uno schermidore italiano, specializzato nella sciabola.

## Biografia
È stato il nipote di Aldo Montano sr., fratello di Carlo Montano e Tommaso Montano, cugino di Mario Aldo Montano e zio di Aldo Montano. 
Anche Mario Tullio, come gli altri schermidori della famiglia Montano, è cresciuto schermisticamente presso il Circolo Scherma Fides di Livorno per il quale ha anche svolto l'attività di Maestro d'armi.
È stato vincitore di una medaglia d'oro nella sciabola a squadre a Monaco di Baviera 1972 con Rolando Rigoli, Mario Aldo Montano, Michele Maffei e Cesare Salvadori e di una d'argento nella sciabola a squadre ai giochi olimpici Montreal 1976.

## Palmarès
In carriera ha ottenuto i seguenti risultati:
Giochi olimpici
Individuale
A squadre
- Oro nella sciabola a Monaco di Baviera 1972
- Argento nella sciabola a Montréal 1976

Mondiali
Individuale
A squadre
- Bronzo nella sciabola a Vienna 1971
- Bronzo nella sciabola a Göteborg 1973
- Bronzo nella sciabola a Grenoble 1974

Mondiali militari
Individuale
- Argento nella sciabola a Vienna 1975
- Bronzo nella sciabola a Grosseto 1970

A squadre
- Oro nella sciabola a Grosseto 1970
- Oro nella sciabola a Vienna 1975

Universiadi
Individuale
- Bronzo nella sciabola a Tokyo 1967

A squadre
- Oro nella sciabola a Tokyo 1967

Campionati italiani
Individuale
- Oro nella sciabola nel 1972
- Oro nella sciabola nel 1977

A squadre